# Holger Nohrström

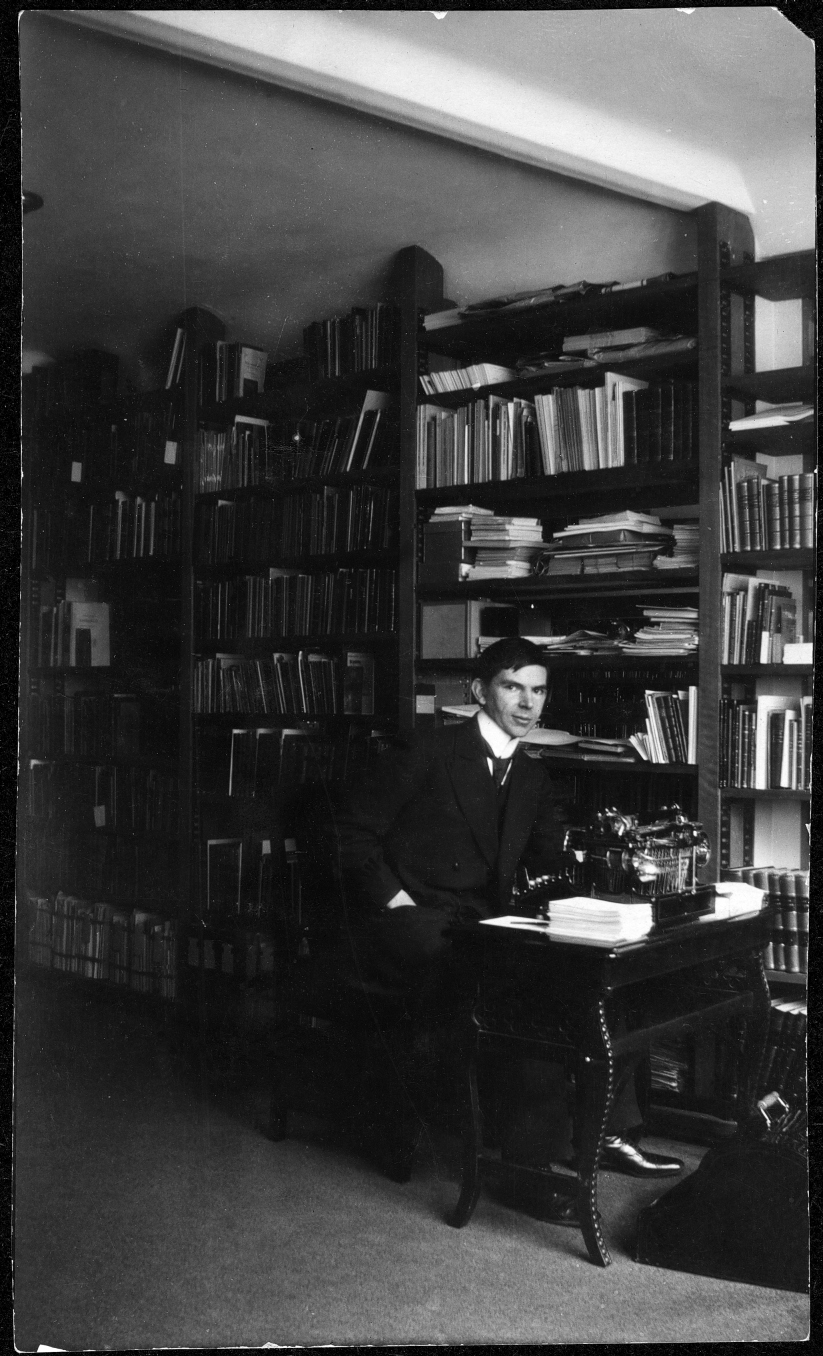
Holger Nohrström vid 1910-talet.

Frans Holger Nohrström, född 10 mars 1885 i Suonenjoki, död 12 november 1939 i Helsingfors, var en finländsk biblioteksman och översättare.
Föräldrar var borgmästaren i Nyslott Arndt Wilhelm Nohrström och Anna Ottilia Schaumann. Nohrström tog studentexamen 1902 och blev filosofie doktor vid Helsingfors universitet 1927 med avhandlingen Borgå gymnasiebibliotek och dess föregångare bland Finlands läroverksbibliotek. Han var äldre underbibliotekarie vid universitetsbiblioteket i Helsingfors från 1919. Bland hans skrifter märks Katalog öfver den svenska litteraturen i Finland 1906–15 (två band, 1923–1924) samt Förlagsverksamheten i Finland (1933). Nohrström var från 1932 huvudredaktör för Finsk tidskrift. Under pseudonymen Mr C. utgav han 1916 Den gåtfulle dubbelgångaren.

### Redaktörskap
- Katalog öfver den svenska litteraturen i Finland samt arbeten utgifna på främmande språk i Finland äfvensom af finländska författare på svenska och främmande språk i utlandet 1906-1915. Skrifter / utgivna av Svenska litteratursällskapet i Finland, 0039-6842 ; 166. Helsingfors. 1923-1924. Libris 491079
  -  1, Allmän alfabetisk afdelning, tidskrifter och facktidningar, tidningar. Skrifter / utgivna av Svenska litteratursällskapet i Finland, 8258427; 166 :1. 1923. Libris 491080
  -  2, Systematisk afdelning, musikalier. Skrifter / utgivna av Svenska litteratursällskapet i Finland, 8258427 ; 166:2. 1924. Libris 491081

### Översättningar (urval)
- Johannes Linnankoski: Den eviga striden: skådespel (1904)
- Juhani Aho: Vårdagar och frostnätter (Kevät ja takatalvi) (Bonnier, 1906)
- Helmi Setälä (pseudonym för Helmi Krohn): Två människor (1909)
- Maila Talvio: Förödelsen (1914)
- Aino Kallas: De farande skeppens stad: noveller (Lähtevien laivojen kaupunki) (Bonnier, 1915)